# Стони-Ривер (Аляска)
Стони-Ривер (англ. Stony River) — статистически обособленная местность, которая находится в зоне переписи Бетел, штат Аляска, Соединённые Штаты Америки. На переписи 2010 года население составляло 54 человека.

## География
По данным Бюро переписи населения США, CDP имеет общую площадь 4,9 квадратных миль (12,6 км²), из которых 3,1 квадратных миль (8,0 км2) являются землёй и 1,8 квадратных миль (4,6 км2), или 36,71 %, является водой.

## Демография
По данным переписи 2000 года, в CDP было 61 человек, 19 домашних хозяйств и 14 семей. Плотность населения составляла 16,8 человек на квадратную милю (6,5 / км2). Было 25 единиц жилья при средней плотности 6,9 / кв. Миль (2,7 / км2). Расовый состав CDP составлял 14,75 % белых, 78,69 % коренных американцев и 6,56 % от двух или более рас.
Было 19 домашних хозяйств, из которых у 52,6 % были дети в возрасте до 18 лет, проживающие с ними, 47,4 % были женатыми парами, живущими вместе, 5,3 % женщин проживали без мужей, а 26,3 % не имели семьи. 21,1 % всех домохозяйств состоят из отдельных лиц, и все они были моложе 65 лет. Средний размер домохозяйства составил 3,21, а средний размер семьи — 3,64.
В CDP население было распространено на следующие возрастные категории: с 39,3 % в возрасте до 18 лет, 13,1 % с 18 до 24, 29,5 % с 25 до 44, 11,5 % с 45 до 64 и 6,6 % в возрасте 65 лет и старше , Медианный возраст составлял 24 года. На каждые 100 женщин приходилось 117,9 мужчин. На каждые 100 женщин в возрасте 18 лет и старше приходилось 131,3 мужчин.
Средний доход для домашнего хозяйства в CDP составлял 20 714 долларов США, а средний доход для семьи составлял 20 714 долларов. Мужчины имели средний доход в 8 750 долларов, в то время как средний доход у женщин составлял 0 долларов для женщин. Доход на душу населения для CDP составлял 5 469 долларов США. Существовали 38,9 % семей и 38,7 % населения, живущего за чертой бедности, в том числе 36,7 % из них моложе 18 лет.